# 서병현
서병현(徐炳玹, 1892년 ~ ?)은 일제강점기의 지방행정 관료이다.

## 생애
함경남도 정평군 출신이다. 한일 병합 조약 체결 직후인 1910년대 초반부터 함경북도 지역에서 조선총독부 관리로 일하기 시작하였다. 온성군, 성진군, 경성군에서 군서기로 근무하였으며, 함경북도 재무부 세무과와 내무부 사회과, 원산세관 등지에서 일하였다.
1924년 길주군 군수에 임명되면서 총독부 군수로 승진했다. 이후 1927년 부령군 군수, 1929년에 종성군 군수에 차례로 임명되었다 종성군수로 있을 때 산업 발달과 시설의 충실, 지방민의 향상 발달에 기여한 공을 인정받아 1932년 고등관 5등으로 승품되었으며 종6위를 수여받았다.
1935년에는 고등관 4등에 올랐다. 이 해에 총독부가 편찬한 《조선공로자명감》에 조선인 공로자 353명 중 한 명으로 수록되어 있다. 이 책자에는 "조선 각도의 군수 중에서도 행정상으로 식견과 수완에 있어서 단연코 뛰어나며 원로격의 비중을 가진 인사"라는 평이 실려 있고, 지방민의 신뢰도 두텁다고 적혀 있다. 1936년을 기준으로 정6위 훈6등에 서위되어 있었다.
2008년 발표된 민족문제연구소의 친일인명사전 수록예정자 명단 중 관료 부문에 포함되었다.

## 참고자료
- 서병현(徐炳玹) - 국사편찬위원회